# 小行星15332
小行星15332（15332 CERN）是一颗绕太阳运转的小行星，为主小行星带小行星。该小行星于1993年10月19日发现。

## 轨道参数
小行星15332的轨道半长轴为381 683 127 km，2.5513578 UA，离心率为0.056。